# Le Mot d'ordre (quotidien, 1871)
Pour les articles homonymes, voir Le Mot d'ordre.
Le Mot d'ordre est un quotidien français paru avant et pendant la Commune de Paris. Débutant par une attitude anti-versaillaise soutenue, il se démarque rapidement du soutien aux Communards, conservant dans sa ligne éditoriale sa liberté de critique. Publié du 3 février 1871 au 20 mai 1871, il connaît 86 éditions successives.

## Création du Mot d'ordre et généralités
Le Mot d'ordre parait pour la première fois, le 3 février 1871, sous l'impulsion d'Henri Rochefort qui en est le rédacteur en chef et dont ce n'est pas la première expérience journalistique puisqu'il est également le créateur de La Lanterne et de La Marseillaise. Cette parution a lieu quelques jours avant les élections législatives. Henri Rochefort s'entoure d'une équipe de rédacteurs composée de Jean Barberet, Eugène Mourot, Henri Maret et Jean Richepin. Le nom du journal a été suggéré à Henri Rochefort par Louis Blanc. Le journal est vendu au prix de 10 centimes et est composé d'un éditorial, de nouvelles, d'un commentaire politique, des informations ainsi que des citations du Journal Officiel. En tout ce sont 86 numéros du Mot d'ordre qui sont publiés entre le 3 février et le 20 mai. Ce journal connait un grand succès, il fait partie avec Le Vengeur de Félix Pyat et Le Cri du peuple de Jules Vallès des quotidiens les plus en vue sous la Commune de Paris. Son tirage est estimé à 50 000 impressions.

## Publication jusqu'au 12 mars et suppression des libertés de la presse communarde par le général Vinoy
Le 14 février, Henri Rochefort publie un éditorial dans lequel il s'en prend aux députés orléanistes et légitimistes, qui sont en grande partie des généraux, les accusant d'être responsables de la défaite française durant la guerre franco-allemande de 1870 et leur demandant d'en expliquer les raisons. Cette déclaration intervient après qu'il a été lui-même élu député. Cependant, il démissionne, le 1er mars 1871, à la suite de la ratification du Traité préliminaire de paix du 26 février 1871.
Le 11 mars, le gouverneur de Paris, le général Vinoy, par le biais d'un arrêté suspend la publication de nombreux journaux communards tels que Le Vengeur, La Bouche de fer ou encore Le Cri du peuple. Le Mot d'ordre est bien évidemment lui aussi suspendu. Vinoy argue le fait que ces journaux entravent l'action du gouvernement de Versailles en prônant la désobéissance aux lois. Les actions contre-versaillaises sont menées par le Mot d'ordre malgré sa suppression. Le numéro 36 du Mot d'ordre clôt ainsi la première phase de publication.

## Publication jusqu'au 20 mai
Le Mot d'ordre reparaît le premier avril alors que, dès le 19 mars, la liberté de la presse est réaffirmée par le Comité central de la Garde nationale. Dès cette parution, le journal reprend ses activités anti-versaillaises et conteste le pouvoir exercé par Versailles. Ainsi Rochefort écrit :

« Le peuple avait des canons, votre devoir était de les lui laisser. Il possédait des journaux, vous n'aviez pas qualité pour les lui prendre. »

Le lendemain, il va plus loin en annonçant toujours dans les colonnes du Mot d'ordre que le gouvernement de la Commune répond aux suppressions de journaux républicains par la suppression des journaux réactionnaires tel que Le Figaro ou Le Gaulois. Il ajoute :

« Cet abattage peut durer longtemps, mais à coup sûr, il ne profitera à personne. »

La situation des journaux réactionnaires embarrasse Henri Rochefort qui s'insurge contre le traitement qui leur est infligé et leur suppression, Félix Pyat et Jules Vallès partagent ces idéaux.
Le 6 avril, Henri Rochefort publie son article le plus polémique qui s'intitule : Les Défenseurs de la propriété. Dans cet article, il prend ouvertement position pour la destruction des lieux d'habitations d'Adolphe Thiers, de Jules Favre et d'Arsène Picard. Son argumentation se base sur les dégâts provoqués par ces hommes à la ville de Paris. La destruction de leurs biens est perçue par Henri Rochefort comme une vengeance des destructions causées. Cependant et malgré les apparences, le Mot d'ordre prend ses distances avec le gouvernement de Paris. De plus Rochefort s'oppose au Comité de Salut public (1871) et réprouve les mesures arbitraires mises en place par ce même comité. Rochefort use de sa liberté de critique le 7 avril :

« Nous n'avons pas besoin de répéter ici à quel point nous sommes prêts à défendre le principe de la Commune, nous n'en essaierons pas moins de faire comprendre aux élus de ces derniers jours que, sans le silence et la nuit qui planent sur leurs délibérations, de grands malheurs et d'effroyables massacres eussent été peut-être évités. »

Le 17 mai, Henri Rochefort se réjouit de la destruction de la colonne Vendôme qu'il considère comme « une insulte à nos misères ».
Le 20 mai, il s'oppose à l'exécution d'otages tirés au sort en réponse aux exécutions sommaires perpétrées par les Versaillais.
« C'est aux coupables avérés et reconnus que nous sommes tenus de limiter nos représailles. Hélas! les derniers évènements ont mis en lumière assez de criminels pour qu'il soit inutile de demander au hasard d'en fournir. »
Le numéro dans lequel il publie cet article s'avère être le dernier du Mot d'ordre. En effet, Henri Rochefort décide d’en cesser la publication.

## Autres journaux
Le titre est repris temporairement, en 1877, par le journal La Marseillaise. Relancé le 10 novembre 1879 pour remplacer définitivement l'édition quotidienne de La Marseillaise, le Mot d'ordre est dirigé par Valentin Simond et compte parmi ses collaborateurs Jules Cardoze, Émile Richard, Edmond Lepelletier, Francis Enne et Léon Cladel. Henry Maret y collabore également jusqu'en septembre 1880, date à laquelle il prend la rédaction en chef de La Vérité.